# The First Time Ever I Saw Your Face
The First Time Ever I Saw Your Face è una canzone popolare del 1957 scritta dal cantautore e attivista britannico Ewan MacColl per la cantante americana Peggy Seeger, successivamente divenuta sua moglie. All'epoca la coppia era innamorata, tuttavia MacColl era ancora sposato con la regista Joan Littlewood. La Seeger cantò la canzone quando il duo si esibì nei club folk club del Regno Unito e durante gli anni '60 il brano fu registrato da vari cantanti folk tra cui Roberta Flack, che portò il brano all'apice del successo internazionale, vincendo anche due Grammy Award nelle categorie Registrazione dell'Anno e Canzone dell'Anno e classificandosi prima nella Billboard Year-End Hot 100 del 1972.

## Antefatti e altre interpretazioni
Esistono due versioni della storia sulle origini della canzone. La prima è quella raccontata dallo stesso MacColl che dichiarò di aver scritto la canzone per Peggy Seeger dopo che lei gli chiese di scrivere un brano per una commedia in cui doveva recitare, così Ewan glielo scrisse e glielo insegnò tramite telefono. L'altra versione è quella descritta dalla Seeger, la quale disse che MacColl, con cui aveva iniziato una relazione nel 1957, era solito inviarle i suoi nastri per ascoltarli mentre erano separati e che tra questi c'era The First Time Ever I Saw Your Face.
La canzone entrò nella classifica Mainstream Pop quando fu pubblicata dalla band The Kingston Trio nel loro album di successo del 1962, New Frontier. Negli anni successivi il brano fu inciso da altri gruppi pop-folk come Peter, Paul and Mary; The Brothers Four e The Chad Mitchell Trio, e anche da artisti solisti come Gordon Lightfoot che inserì la sua versione nel suo album d'esordio Lightfoot! (1966).
MacColl non nascose il fatto che non gli piacessero tutte le cover della canzone. Sua nuora scrisse: "Li odiava tutti. Aveva una sezione speciale nella sua collezione di dischi dedicata a loro, intitolata "La camera degli orrori". Disse che la versione di Elvis era come Romeo in fondo alla Post Office Tower che cantava a Giulietta. E le altre versioni, pensò, erano travestimenti: bludgeoning, istrioniche e prive di grazia."

## The First Time Ever I Saw Your Face(versione di Roberta Flack)
The First Time Ever I Saw Your Face fu resa celebre solo dopo che Roberta Flack la incise e la pubblicò nel 1972 in una versione che divenne un successo eccezionale per la cantante.
La Flack conosceva la canzone nella versione interpretata da Joe & Eddie e pubblicata sul loro album Coast to Coast del 1963, album regalatole dal suo amico Donal Leace che le fece notare la traccia in questione. Avendo insegnato musica e il brano alle giovani studentesse del glee club della Banneker High School di Washington DC, la Flack si esibiva regolarmente con The First Time Ever I Saw Your Face inserita nella sua scaletta interpretata nel club di Pennsylvania Avenue, Mr Henry's, dove era assunta come cantante fissa dal 1968. Nel febbraio del '69 Roberta registrò la canzone per il suo album di debutto First Take, la cui interpretazione fu molto più lenta dell'originale registrata da Peggy Seeger; la versione della Flack correva più del doppio dei due minuti e mezzo della Seeger. Roberta ricorda che mentre registrava la canzone in studio, pensava al suo gatto domestico che aveva perso due giorni prima, quando tornando a casa a Washington DC da Detroit scoprì che il suo gatto nero era morto.
La versione lenta e sensuale della Flack fu usata da Clint Eastwood nel suo film di debutto alla regia del 1971 Brivido nella notte, per la scena d'amore tra lo stesso Eastwood e l'attrice Donna Mills. La Flack ricorda come Eastwood, che aveva ascoltato la sua versione di The First Time Ever I Saw Your Face sulla sua autoradio mentre guidava lungo l'autostrada di Los Angeles, telefonò all'improvviso a casa sua ad Alexandria in Virginia e disse: "Vorrei usare la tua canzone in questo film... su un disc jockey con molta musica. La userei nell'unica parte del film dove c'è l'amore assoluto. Ho detto bene, abbiamo discusso dei soldi." (Eastwood avrebbe pagato $ 2000 per usare The First Time Ever I Saw Your Face della Flack). Disse:"Qualcos'altro?" e io gli risposi:"Voglio rifarla di nuovo. È troppo lenta." e lui rispose:"No va bene così."
La Flack infatti ricorda che durante le sessioni di registrazione dell'album First Take, il suo produttore Joel Dorn le suggerì di registrare nuovamente The First Time Ever I Saw Your Face con un tempo leggermente accelerato e un editing di testi per tagliare il suo tempo di esecuzione, ma la Flack non fu d'accordo. Joel disse:"Okay non ti importa se sarà un successo o no?" e lei:"No signore". Tre anni dopo si presentò Clint che volle a tutti i costi quella canzone per il suo film persuadendo la Atlantic Records a pubblicare la traccia come singolo, tagliata di un minuto, nel gennaio 1972.

### Successo commerciale
La traccia divenne un singolo di successo negli Stati Uniti dove raggiunse sia nella Billboard Hot 100 sia nella Easy Listening la prima posizione, rimanendovi per sei settimane consecutive. Il singolo raggiunse anche la top ten della Hot R&B Songs, classificandosi quarta. The First Time Ever I Saw Your Face fu certificato disco d'oro dalla RIAA dopo aver venduto oltre 500 000 copie.
Il singolo raggiunse la prima posizione anche della Top Singles canadese, rimanendovi per tre settimane consecutive e della Top Adult Contemporary per una settimana.
In Europa The First Time Ever I Saw Your Face si posizionò alla numero 14 della classifica dei singoli più venduti nel Regno Unito, facendo meglio nei Paesi Bassi, dove raggiunse la numero sei della classifica.

### Impatto artistico
La canzone fu anche suonata come musica di risveglio il nono giorno del volo degli astronauti a bordo dell'Apollo 17, nel loro ultimo giorno in orbita lunare (venerdì 15/12/1972) prima di tornare sulla terra, ponendo così fine alle prime esplorazioni della Luna con l'equipaggio. L'uso della canzone fu probabilmente un riferimento alla "faccia" della luna sotto l'astronave.
Nel 2014, due film hanno utilizzato la versione della Flack di The First Time Ever I Saw Your Face. Il primo film è X-Menː Giorni di un futuro passato, film dove il brano si ascolta due volte, anche perché è ambientato in gran parte nel 1973. Il secondo film è The Inbetweeners 2 dove uno dei protagonisti interpreta una sua cover ad effetto comico.
La versione di Flack è stata utilizzata come outro nell'episodio 88 della serie televisiva Mad Men nel 2015; nel 2016 la stessa versione è stata presentata nell'episodio finale della serie della HBO, The Night Of - Cos'è successo quella notte? e sullo sfondo del terzo episodio della miniserie FX, Il caso O.J. Simpson.
Una versione degli UNKLE è stata inserita nei titoli di coda del film Shelter (2014).

### Formati e tracce
LP Singolo 7" (Australia) (Atlantic: 45-10007)
1. The First Time Ever I Saw Your Face – 4:15 (Ewan MacColl)
2. Bridge Over Troubled Water – 7:13 (Simon)

LP Singolo 7" (Australia) (Atlantic: EPA 240)
1. First Time Ever I Saw Your Face (MacColl)
2. You've Lost That Lovin' Feelin' (feat. Donny Hathaway) (Barry Mann, Cynthia Weil, Phil Spector)
3. Reverend Lee (Eugene McDaniels)
4. Will You Still Love Me Tomorrow (testo: Gerry Goffin – musica: Carole King)

LP Singolo 7" (Brasile; Canada) (Atco Records: ATCS-10.003; Atlantic: AT 28649)
1. The First Time Ever I Saw Your Face – 4:15 (MacColl)
2. Trade Winds – 5:37 (Ralph MacDonald, William Salter)

LP Singolo 7" (Francia; Giappone) (Atlantic: 10 155; Atlantic: P-1132A)
1. The First Time Ever I Saw Your Face – 4:15 (MacColl)
2. Trade Winds – 5:37 (MacDonald, Salter)

LP Singolo 7" (Grecia; Regno Unito) (Atlantic: 2091198; Atlantic: K 101619
1. The First Time Ever I Saw Your Face – 4:15 (MacColl)
2. Will You Still Love Me Tomorrow – 3:59 (testo: Goffin – musica: King)

LP Singolo 7" (Nuova Zelanda; Paesi Bassi) (Atlantic: ATL 97; Atlantic: ATL 10170)
1. The First Time Ever I Saw Your Face – 4:15 (MacColl)
2. Trade Winds – 5:37 (MacDonald, Salter)

LP Singolo 7" (Portogallo; Regno Unito) (Atlantic: N-28-125; Atlantic: K 10161)
1. The First Time Ever I Saw Your Face – 4:15 (MacColl)
2. Trade Winds – 5:37 (MacDonald, Salter)

LP Singolo Promo 7" (Spagna) (Atlantic: CP 149)
1. The First Time Ever I Saw Your Face – 4:15 (MacColl)
2. Trade Winds – 5:37 (MacDonald, Salter)

LP Singolo 7" (Spagna) (Atlantic: HS 832)
1. La primera vez que vi tu cara – 4:15 (MacColl)
2. Vientos alisios – 5:37 (MacDonald, Salter)

LP Singolo 7" (Stati Uniti; Sudafrica) (Atlantic: 45-2864; Atlantic: ATS 575)
1. The First Time Ever I Saw Your Face – 4:15 (MacColl)
2. Trade Winds – 5:37 (MacDonald, Salter)

### Classifiche

#### Classifiche settimanali
| Classifica (1972)                           | Posizione massima raggiunta |
| ------------------------------------------- | --------------------------- |
| Canada (RPM 100 Singles)                    | 1                           |
| Canada (RPM Mor Playlist)                   | 1                           |
| Paesi Bassi (Single Top 100)                | 6                           |
| Regno Unito (Official Singles Chart Top 50) | 14                          |
| Stati Uniti (Billboard Hot 100)             | 1                           |
| Stati Uniti (Billboard Easy Listening)      | 1                           |
| Stati Uniti (Billboard Hot R&B Songs)       | 4                           |

#### Classifiche di fine anno
| Classifica (1972)                           | Posizione |
| ------------------------------------------- | --------- |
| Stati Uniti (Billboard Top Pop 100 Singles) | 1         |

### Cronologia di rilascio
| Paese         | Data | Formato     |
| ------------- | ---- | ----------- |
| Australia     | 1972 | Vinile (7") |
| Brasile       | 1972 | Vinile (7") |
| Canada        | 1972 | Vinile (7") |
| Francia       | 1972 | Vinile (7") |
| Giappone      | 1972 | Vinile (7") |
| Grecia        | 1972 | Vinile (7") |
| Nuova Zelanda | 1972 | Vinile (7") |
| Paesi Bassi   | 1972 | Vinile (7") |
| Portogallo    | 1972 | Vinile (7") |
| Regno Unito   | 1972 | Vinile (7") |
| Spagna        | 1972 | Vinile (7") |
| Stati Uniti   | 1972 | Vinile (7") |
| Sudafrica     | 1972 | Vinile (7") |

## The First Time Ever I Saw Your Face(versione di Céline Dion)
The First Time Ever I Saw Your Face è stata registrata anche dalla cantante canadese Céline Dion per il suo primo greatest hits in lingua inglese All the Way... A Decade of Song. Il brano è stato prodotto da David Foster e pubblicato come terzo singolo promozionale nel Regno Unito nel marzo 2000.
Il singolo raggiunse la posizione numero 19 della Official Singles Chart Top 100 del Regno Unito.

### Interpretazioni dal vivo
Il 25 novembre 1998 va in onda sulla CBS uno speciale televisivo dedicato all'album natalizio di Céline Dion, These Are Special Times. Il programma TV omonimo comprende nella scaletta anche The First Time Ever I Saw Your Face, brano che sarà cantato anche durante il Let's Talk About Love World Tour. Il 7 ottobre 1999 Céline si esibisce al Radio City Music Hall di New York per registrare lo speciale televisivo della CBS per la promozione All the Way... A Decade of Song, andato in onda il 25 novembre. Anche in questa occasione la Dion interpreta il classico scritto da MacColl. Il 13 novembre 2000 Céline si esibiosce in Germania nel programma televisivo Wetten, dass..? e interpreta il suo nuovo singolo pubblicato in Europa. The First Time Ever I Saw Your Face fu cantata anche durante lo speciale televisivo della CBS. Celine in Las Vegas, Opening Night Live. Nel programma televisivo fu registrato il primo di una lunga serie di concerti del residency-show A New Day... della cantante canadese.
La canzone è stata presente nelle scalette degli show della Dion, A New Day... e Celine.

### Formati e tracce
CD Singolo Promo (Regno Unito; Spagna) (Epic: XPCD2463; Columbia: SAMPCS 8652)
1. The First Time Ever I Saw Your Face – 4:07 (Ewan MacColl)

CD Singolo (Regno Unito) (Epic: 669194 2)
1. The First Time Ever I Saw Your Face – 4:07 (MacColl)
2. When I Fall in Love (feat. Clive Griffin) – 4:20 (testo: Edward Heyman – musica: Victor Young)
3. Then You Look at Me – 4:09 (testo: Will Jennings – musica: James Horner)

CD Singolo Limited Edition (Regno Unito) (Epic: 669194 5)
1. The First Time Ever I Saw Your Face – 4:07 (MacColl)
2. These Are the Special Times – 4:09 (Diane Warren)
3. Ave Maria – 4:56 (Gounod)

MC Singolo (Regno Unito) (Epic: 669194 4)
1. The First Time Ever I Saw Your Face – 4:07 (MacColl)
2. Then You Look at Me – 4:09 (testo: Jennings – musica: Horner)

### Classifiche
| Classifica (2000)                            | Posizione massima raggiunta |
| -------------------------------------------- | --------------------------- |
| Regno Unito (Official Singles Chart Top 100) | 19                          |

## Altri interpreti
- Aaron Neville
- Acker Bilk
- Alfie Boe
- Alison Moyet
- Amanda Palmer
- Andy Williams
- Ann Hampton Callaway
- Appendix Out
- Bert Jansch
- Bobby Vinton
- Bob Monkhouse
- Bonnie Dobson
- Bradley Joseph
- Brian Kennedy
- Carla Cook
- The Chi-Lites
- Christy Moore
- Chris Walker
- Cindytalk
- Coldcut and Joanna Law
- Conner Reeves
- David Cook
- Diana Ross
- Don McLean
- Edward Woodward
- Easther Bennett
- Elvis Presley
- Emily Barker
- Engelbert Humperdinck
- Fatman Scoop
- The Flaming Lips e Erykah Badu
- The Flaming Lips e Amanda Palmer
- George Michael
- Gordon Lightfoot
- Gregorian
- Hafdís Huld
- Harry Belafonte e Lena Horne
- Harry Connick Jr.

- Isaac Hayes
- Jeffrey Gaines
- Jeffrey Osborne
- Jennifer Hudson
- Jimmy Castor
- Joe and Eddie
- Johnny Cash
- Johnny Mathis
- Jonathan & Charlotte
- Jools Holland
- Jordan Rudess
- José Carreras
- Josh Krajcik
- Journey South
- Judy Collins
- Julienne Taylor
- June Tabor
- Kate Ceberano
- Kate Ceberano e Paul Grabowsky
- Kate Havnevik
- Kitty White
- Lauryn Hill
- Lea Michele (Glee Cast)
- Lee Towers
- Lena Martell
- Leona Lewis
- Luka Bloom
- Marcia Griffiths
- Marianne Faithfull
- Maria Taylor
- Marlon Williams
- Mary Travers
- Mathilde Santing
- Matt Cardle
- Mel Tormé
- Michael Kaeshammer
- Michael Sweet
- Miley Cyrus

- Nana Mouskouri
- Natasha Marsh
- Naturally 7
- Nils Lofgren
- Nu:Tone
- Offa Rex
- Ol' Dirty Bastard
- Paul Mounsey
- Paul Potts
- Peter, Paul and Mary
- Peter Blakeley
- Petula Clark
- Pig Orchestra
- Rachel Z
- Ray Conniff
- Regine Velasquez
- Richard Marx
- Sarah McQuaid
- Satori
- Scooter
- Shirley Bassey
- The Smothers Brothers
- Stereophonics
- Steven Houghton
- Sylvia McNair
- Tally Koren
- Tamera Foster
- The Temptations
- Timmy Thomas
- Toots Thielemans
- Trijntje Oosterhuis
- Val Doonican
- Vanessa Williams
- Vern Gosdin
- Vikki Carr
- Wayne Newton
- Way Out West
- We Five
- Luke Evans